# جيولوجيا للهواة

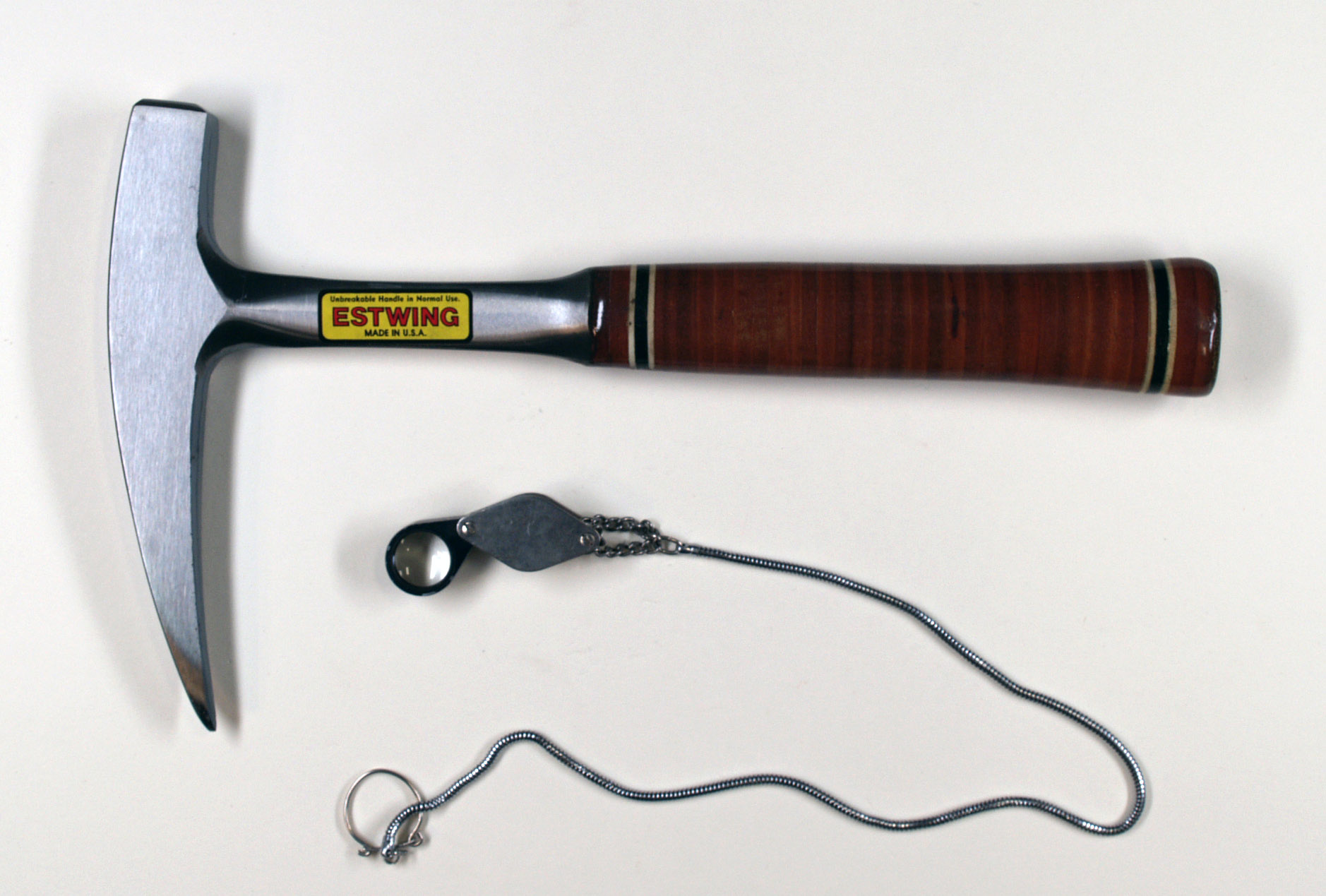
أدوات الجيولوجي الهاوي; مطرقة الجيولوجي وعدسته

الجيولوجيا للهواة هي دراسة وهواية ترفيهية تتمثل في تجميع الصخور وعينات المعادن من بيئاتها الطبيعية.

## التجميع
قديمًا، كان يعتبر الجيولوجيون الهواة منقبين يبحثون عن المعادن النفيسة والأحجار الكريمة لأغراض تجارية. وفي النهاية، وبرغم ذلك، انضم الكثير والكثير من الأشخاص إلى دراسة الجيولوجيا كهواية لأغراض ترفيهية، وخاصةً للجمال الذي تتمتع به الصخور والمعادن.
وتتمثل أحد أسباب زيادة شعبية اتخاذ الجيولوجيا كهواية في أن عملية التجميع قد تبدأ ببساطة بمجرد التقاط صخرة. إلى جانب ذلك، هناك العديد من النوادي والجماعات المهتمة بالبحث عن العينات ومقارنتها في مجموعات كـ هواية. ويمكن الحصول على المعلومات الخاصة بأماكن تواجد مثل هذه المجموعات من المكتبات ومحلات بيع الكتب و«معارض المعادن والأحجار الكريمة». كذلك، يمكن لمراكز المعلومات السياحية والغرف التجارية في البلدات الصغيرة توفير المعلومات المحلية ذات القيمة. علاوةً على ذلك، يمكن أن يكون الإنترنت أداة بحث مفيدة؛ حيث يمكنه المساعدة في العثور على جيولوجيين هواة آخرين.
تتمثل القطعة الرئيسية من معدات الجيولوجي الهاوي في مطرقة الجيولوجي. فهذه القطعة عبارة عن أداة صغيرة ذات رأس مستدق على أحد طرفيها، ومطرقة مسطحة على الطرف الآخر. فيستخدم طرف المطرقة المسطح لكسر الصخور، أما الطرف المستدق فيستخدم بشكل أساسي في النقب والنبش داخل الشقوق. ومن الممكن أن يتبلد الطرف المستدق سريعًا إذا ما استخدم في الطرق على الصخور العارية. ويمكن أن يستعين هواة جمع الصخور بمطرقة ثقيلة لكسر الصخور الصلبة. من الأماكن الجيدة التي يمكن لجامع الصخور البحث فيها المحاجر والصخور الموجودة على جوانب الطرق والتلال والجبال الصخرية والجداول المائية.

## مجالات ذات صلة
عادةً ما يستخدم جامعو الصخور الشغوفون العينات التي حصلوا عليها في تعلم المزيد عن علم الصخور وعلم المعادن والجيولوجيا فضلًا عن تعلم مهارات تحديد وتصنيف صخور العينة، وإعدادها لدراستها. وبطبيعة الحال، قد تقود ممارسة هذه الهواية إلى البدء في مشاريع الصقل وكذلك قطع الأحجار الكريمة والمعادن وتلميعها وتركيبها. ومن بين المعدات اللازمة للقيام بذلك مناشير الصخور وأدوات الصقل. عادةً ما توجد الأنواع البلورية البديعة بعينات صغيرة للغاية والتي تتطلب استخدام مجهر جيد للتعامل مع العينة وتصويرها. كذلك، يمكن أن تبلغ هذه الهواية من البساطة درجة العثور على الصخور البديعة ووضعها على حافة النافذة أو قد يتطور الأمر ليتم تناولها بعرض طبيعي مفصل وشامل داخل المتحف.

## السلامة
يوجد العديد من القوانين السارية المختلفة الخاصة بتجميع الصخور والمعادن من المناطق العامة، لذا يستحسن الاطلاع على القوانين المحلية قبل البدء في التنقيب. ويحظر جمع الصخور في معظم، إن لم يكن في جميع الحدائق الوطنية في الولايات المتحدة.
تستلزم العديد من المواقع التي تشتهر بتواجد الجيولوجيين الهواة فيها قيادة السيارات و/أو المشي لمسافات طويلة للوصول إلى هذه المناطق النائية. فالتنقل في مثل هذه الأماكن قد يكون مختلفًا بعض الشيء لاحتمالية احتواء المنطقة على أحجام ضخمة من الصخور التي تجعل التنقل بها أمرًا صعبًا. ويفضل العديد من الجيولوجيين الهواة السفر في مجموعات لتقليل خطر إصابة شخص ما و/أو أن يعلق بين الصخور. فإذا كنت مهتمًا بالجيولوجيا، فهيئ نفسك لهذه الرحلة؛ وأحضر معك طعامك وشرابك وصندوق الإسعافات الأولية وكمية وفيرة من الوقود وهاتفًا إذا كان هناك استقبال في المنطقة ووحدة GPS (نظام تحديد المواقع) وحقيبة ظهر على أقل تقدير. علاوةً على ذلك، قد يصبح المناخ في المناطق التي يفضلها الجيولوجيون الهواة حارًا، لذا يلزم أخذ الاحتياطات اللازمة ككميات مياه إضافية ووسائل للحماية من أشعة الشمس.
كذلك، يستحسن ارتداء نظارات واقية عندما يتم الطرق على الصخور، سواء عند كسر الأحجار الصغيرة المكشوفة أو تقطيع جزء من جلمود كبير؛ فقد تتسبب شظايا الأحجار الصغيرة المتناثرة عند الطرق في إيذاء العيون أو الوجه. فضلًا عن الغبار الذي قد يخرج عند تقطيع أو قطع الصخور؛ الأمر الذي قد يشكل خطورة بالغة على الرئتين. لذا إذا لزم الأمر، استخدم قناعًا أو كمامة.

## وصلات خارجية
- Collector's Corner, The Mineralogical Society of America
- The American Federation of Mineral Societies